# Abdessamed Bounoua
Abdessamed Bounoua (sinh ngày 24 tháng 4 năm 1991 ở Sidi Bel Abbès) là một cầu thủ bóng đá người Algérie thi đấu cho USM Bel Abbès ở vị trí tiền vệ.

## Danh hiệu

### Câu lạc bộ
USM Bel Abbès
- Cúp bóng đá Algérie: 2018